# Денисковичская волость
Дениско́вичская волость — административно-территориальная единица в составе Новозыбковского уезда.
Административный центр — село Денисковичи.

## История
Волость образована в ходе реформы 1861 года.
В ходе укрупнения волостей, в марте 1923 года Денисковичская волость была расформирована, а её территория вошла в состав Злынковской волости.
Ныне вся территория бывшей Денисковичской волости входит в состав Злынковского района Брянской области.

## Административное деление
В 1919 году в состав Денисковичской волости входили следующие сельсоветы: Барковский, Денисковичский (крест.), Денисковичский (казач.), Добродеевский, Дубовский (?), Карпиловский, Колодезский, Лысовский, Лысовский слободской, Любинский, Нетешский, Петровский, Спиридоновобудский, Федоровский.